# Endmaß

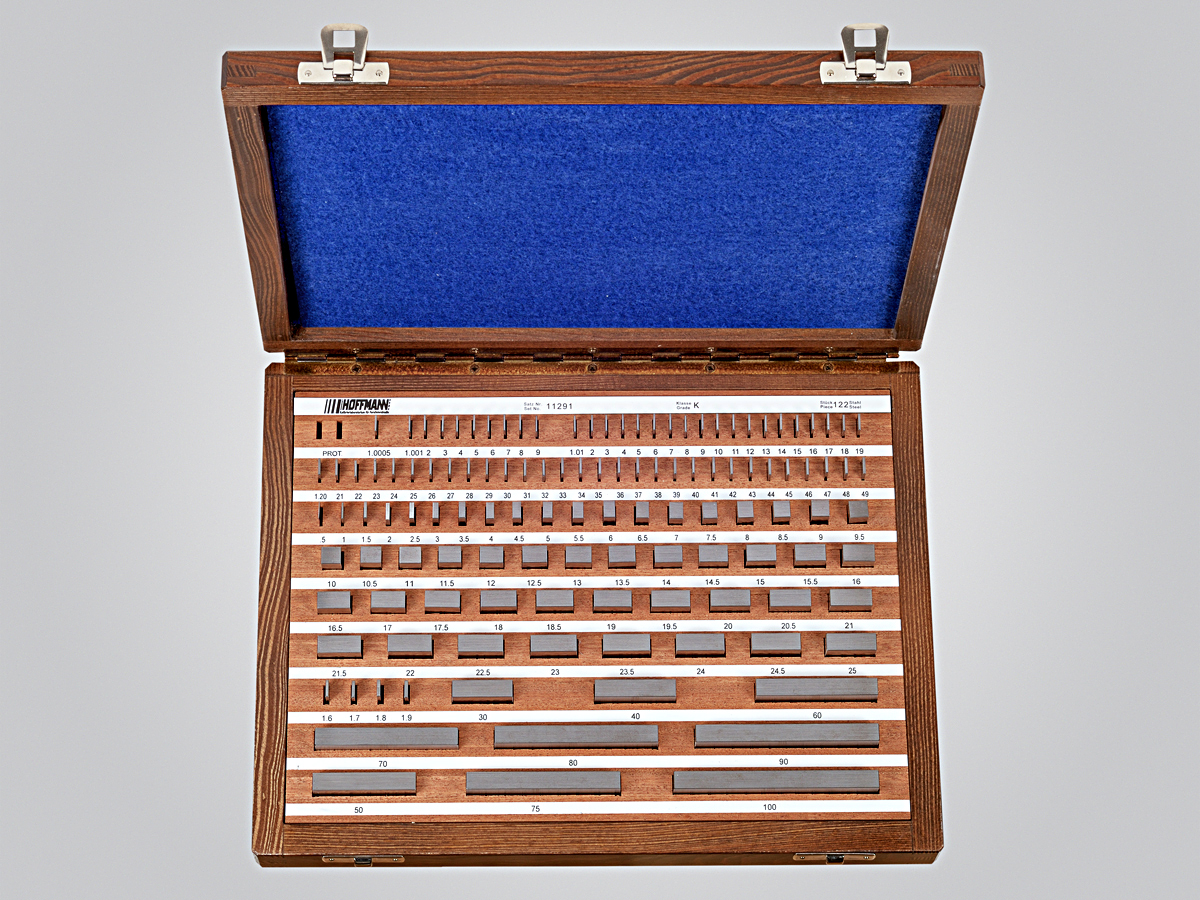
122-teiliger Satz
Herbert Hoffmann GmbH

Endmaße sind Blöcke bis 1500 mm Länge zum Prüfen und Kalibrieren von Messgeräten und Prüfmitteln. Alternativ dienen sie als sekundäre Normale zum direkten Messen. Sie bestehen aus Stahl, Hartmetall oder Keramik und verkörpern eine bestimmte Länge mit einer hohen Genauigkeit (Maßverkörperung). Endmaße gibt es in verschiedenen Formen, beispielsweise als Parallel-, Winkel-, Kugel- oder Zylinderendmaße.
Endmaße werden meistens in Sätzen mit unterschiedlichen Längen und Abstufungen verkauft, so dass man für gewöhnlich vom Plural Endmaße spricht.

## Geschichte
Endmaße wurden vom Schweden Carl Edvard Johansson erfunden. Er arbeitete in der staatlichen Waffenfabrik Carl Gustaf und beschäftigte sich mit den hohen Kosten für die Vermessung des Remington-Gewehrs, da für jede neue Länge eine neue Messlehre hergestellt werden musste. Als Schweden 1894 den Mauser-Karabiner einführte, war Johansson sehr an einer Analyse der Messmethoden Mausers interessiert. Ein Besuch in der Mauser-Fabrik in Oberndorf führte allerdings zu einer Enttäuschung. Auf dem Weg nach Hause dachte Johansson über das Problem nach und entwickelte die Idee, mehrere einzelne Lehren miteinander zu verbinden, um so die Anzahl der benötigten Lehren zu minimieren. So kann zum Beispiel aus einer Kombination der vier Lehren mit den Längen 1 mm, 2 mm, 4 mm und 8 mm jede Länge zwischen 1 mm und 15 mm gebildet werden (Länge gestuft in Stufen von je 1 mm).
Johansson fand heraus, dass die Blöcke mit ein wenig Fett zusammenhaften, wenn die Oberflächen zweier gegenüberliegenden Seiten sehr flach und parallel sind. Die Breite dieser Verbindungsschicht betrug ungefähr 25 nm, was für damalige Toleranzen so klein war, dass die Blöcke ohne Korrekturen aneinander gehaftet werden konnten. Letztendlich wurde die Verbindungsschicht als Teil des Blocks definiert, so dass das Zusammensetzen beliebig vieler Blöcke ohne Ausgleich geschehen konnte.
Zu Hause baute Johansson die Nähmaschine seiner Frau zu einer Reib- und Läppmaschine um. Seine Frau stellte die ersten Sätze zu Hause her. Als Johansson seine Entwicklung seinem Arbeitgeber Carl Gustaf präsentierte, stellte dieser ihm Zeit und Mittel zur Verfügung, um die Idee weiterzuentwickeln. 1901 ließ er seine Idee patentieren.
In den Vereinigten Staaten wurde die Idee mit Begeisterung von Henry Ford aufgegriffen. Schließlich wurde der Gebrauch der Endmaße als wichtigstes Verfahren zur Übertragung von Längen in der Industrie angenommen. Anfang des Ersten Weltkrieges waren Endmaße für die amerikanische Industrie bereits so wichtig, dass die Regierung Schritte unternehmen musste, um die Versorgung aufrechtzuerhalten. Da die einzige Versorgung von Europa aus erfolgte, wurde diese nach Ausbruch des Krieges unterbrochen.
1917 schlug Erfinder William Hoke dem NBS (National Bureau of Standards, heute National Institute of Standards and Technology) eine Methode zur Herstellung von Endmaßen vor, die mit der von Johansson vergleichbar war.
Danach wurden von der Artillerieabteilung Geldmittel bereitgestellt, um 50 Sätze mit jeweils 81 Blöcken für das NBS herzustellen. Diese Blöcke waren zylinderförmig und hatten in der Mitte ein Loch, das zur markantesten Eigenschaft des Designs zählte. Endmaße mit diesen Löchern werden als Hoke-Blöcke bezeichnet.

## Parallelendmaße

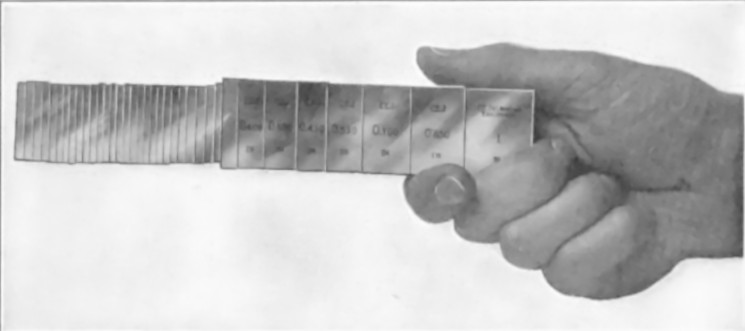
Angesprengte Parallelendmaße

Parallelendmaße sind quaderförmige Blöcke mit einer sehr hohen Längengenauigkeit. Durch eine hohe Oberflächengüte lassen sie sich an den Enden zu verschiedenen Längen zusammensetzen, indem sie durch die Adhäsionskraft zusammengehalten werden. Das Zusammensetzen wird als Anschieben oder Ansprengen bezeichnet. Stahlendmaße sollten spätestens nach acht Stunden wieder voneinander getrennt werden, da sie zum Kaltverschweißen neigen.
Parallelendmaße stellen die Längenmaßverkörperungen mit den kleinsten Messunsicherheiten dar. Bei Kalibrierung in einem Nationalen Metrologischen Institut (NMI) werden Messunsicherheiten von etwa 20 nm bis ca. 50 nm erreicht. Das deutsche NMI ist die Physikalisch-Technische Bundesanstalt (PTB) in Braunschweig.

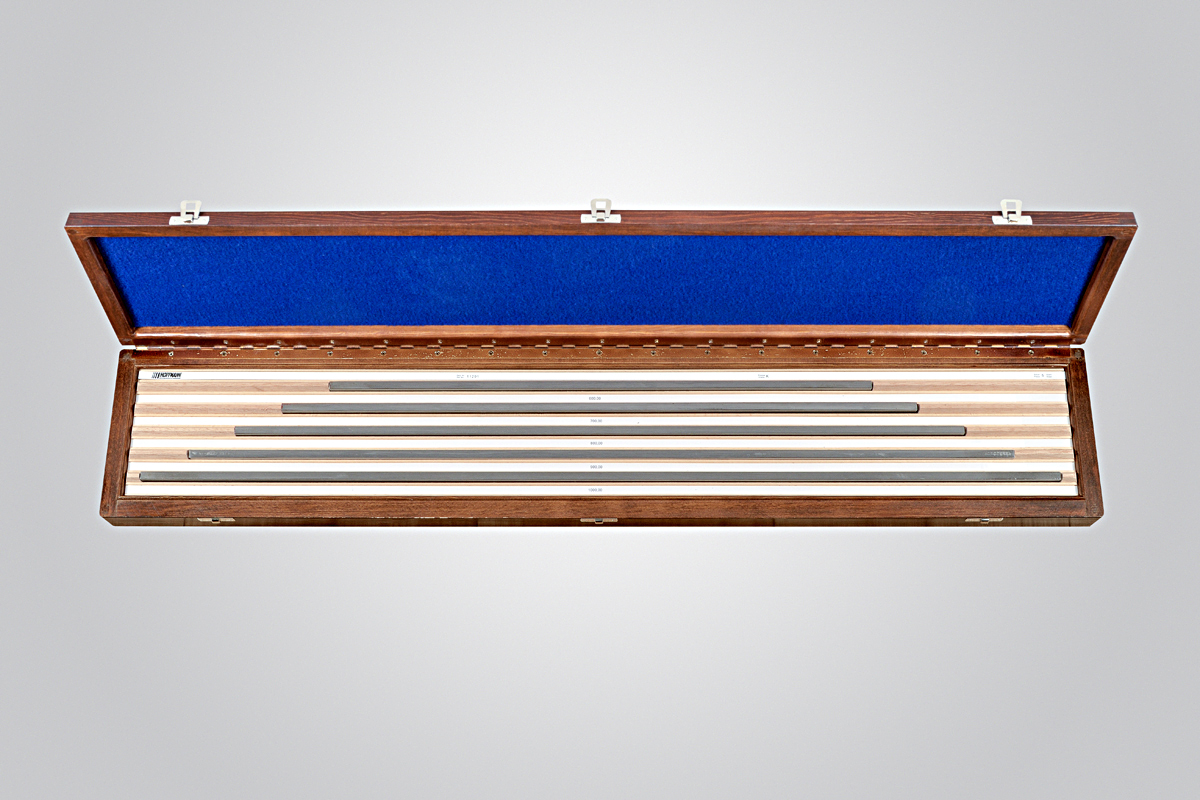
5-teiliger Satz
Herbert Hoffmann GmbH

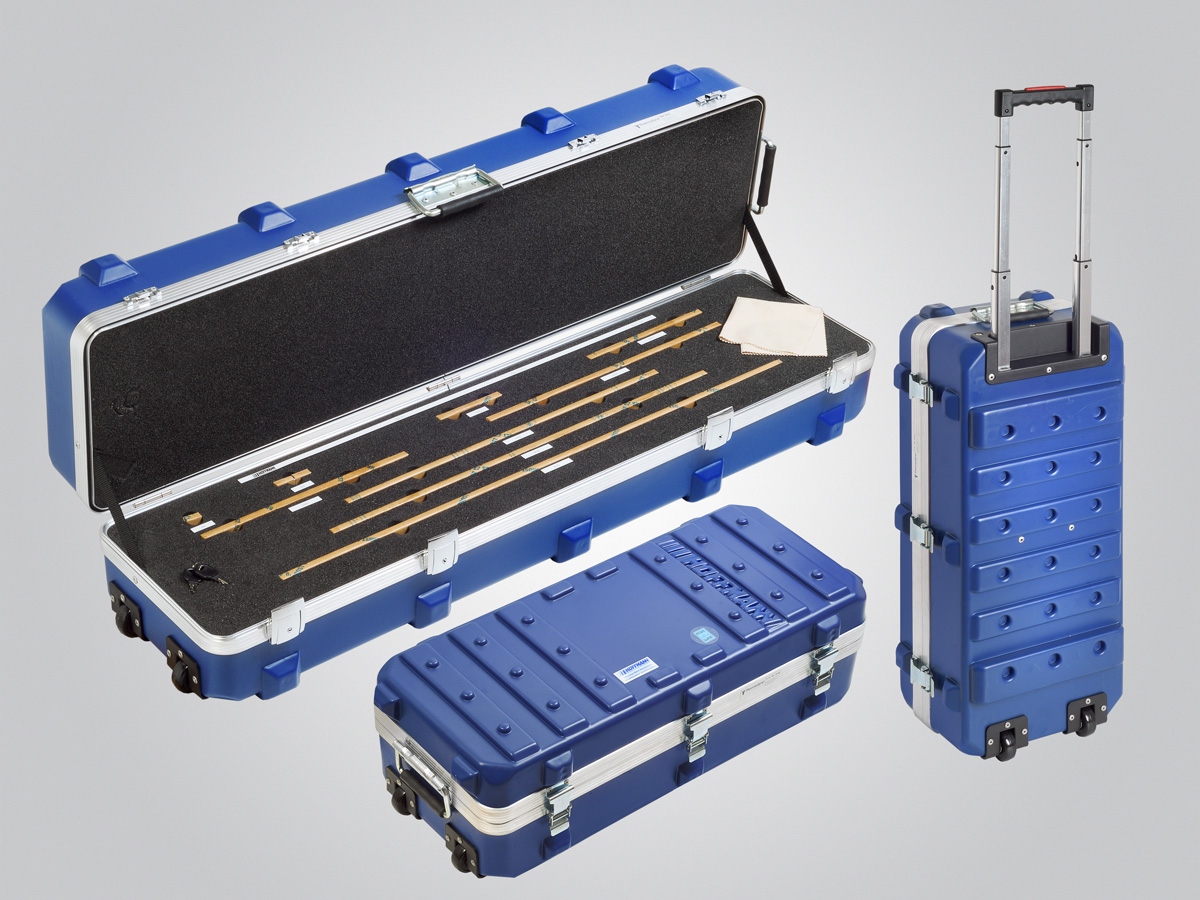
In Trolley-Ausführung

Ein Normalsatz Endmaße, wie er in vielen metallverarbeitenden Werkstätten verwendet wird, besteht aus fünf Reihen mit jeweils neun Endmaßen. Folgende Tabelle zeigt die Reihen und ihre Abstufungen.
| Reihe | Endmaßlänge        | Stufung der Blöcke |
| ----- | ------------------ | ------------------ |
| 1     | 01,001...01,009 mm | 00,001 mm          |
| 2     | 01,010...01,090 mm | 00,010 mm          |
| 3     | 01,100...01,900 mm | 00,100 mm          |
| 4     | 01,000...09,000 mm | 01,000 mm          |
| 5     | 10,000...90,000 mm | 10,000 mm          |

Mit diesem Normalsatz lassen sich nicht alle möglichen Längen kombinieren, da keines der Endmaße kürzer als einen Millimeter ist. Eine Länge von 2,217 mm wäre somit mit diesem Normalsatz nicht abzubilden: Für eine Kombination von 217 µm sind in jedem Fall mindestens drei einzelne Endmaße notwendig, wodurch die Länge der Endmaßkombination eine Länge von 3 mm immer überschreiten wird.
Wegen der Gesamtabweichung, die sich aus der Maßabweichung jedes einzelnen Endmaßes additiv zusammensetzt, sollten Endmaßkombinationen aus möglichst wenigen einzelnen Endmaßen bestehen.

## Winkelendmaße
Ähnlich wie für Längen gibt es für Winkel endmaßähnliche Maßverkörperungen, die durch Kombination zwischen 0° und 90° in Stufen von minimal 1 Sekunde bei Sonderausführungen jeden Winkel zusammenzustellen erlauben. Das Zusammenstellen wird ebenso gehandhabt wie bei Parallelendmaßen, nämlich durch Anschieben der Messflächen. Dies bedeutet eine wesentliche Vereinfachung der Messung von Winkeln, Kegeln und Winkelteilungen. Die Winkelendmaße können sowohl additiv als auch subtraktiv, wie nachfolgend beschrieben, zusammengeschoben werden.
Beispiel 1:

Sollwinkel: 33°

Benötigte Winkelendmaße: 30° und 3°

Das 3°-Winkelendmaß wird mit der Positivseite gegen die Plusseite des 30°-Maßes angeschoben.
Beispiel 2:

Sollwinkel: 44° 30’

Benötigte Winkelendmaße: 45° und 30’

Das 30’-Winkelendmaß wird mit der Minusseite gegen die Plusseite des 45°-Maßes angeschoben.
Somit ist es möglich, Grade, Minuten und Sekunden in jeder beliebigen Kombination genau und schnell einzustellen. Ein Winkelendmaßsatz mit 16 Winkelendmaßen erlaubt etwa 35.000 Winkelkombinationen im Bereich von 0–90° in Sonderstufen von 1 Sekunde.
Toleranz vom Nennwinkel ± 2″

Winkelendmaße: 1″ bis 90° erhältlich
Ausführung

Querschnitt 50 × 9 mm

gehärteter und gealteter Stahl,
geschliffen und geläppt

## Stufenendmaße

Handelsübliches Stufenendmaß (KOBA Step) bei der Überprüfung

Stufenendmaße stellen ebenfalls eine Längenmaßverkörperung dar. Sie haben auf einer Geraden mehrere Messflächen, so dass mit einem Normal verschiedene Längen dargestellt werden. Sie bestehen typischerweise aus einem Tragkörper und darin befestigten Körpern mit planparallelen Flächen. Die Körper können auch aus Parallelendmaßen bestehen. Stufenendmaße werden häufig zum Kalibrieren und Prüfen von Messgeräten wie 3D-Koordinatenmessgeräten eingesetzt.

## Werkstoffe
- Endmaße aus Stahl sind die gebräuchlichsten, da sie die meisten Anforderungen erfüllen und günstig sind. Nachteilig wirkt sich der hohe Pflegebedarf auf die Handhabung aus.
- Endmaße aus Hartmetall haben einen 20-fach höheren Verschleißwiderstand, jedoch eine um 50 % geringere Wärmeausdehnung als Stahl, was bei Temperaturen außerhalb der Normtemperatur von 20 °C zu Messfehlern durch unterschiedliche Wärmeausdehnungskoeffizienten führt, wenn die Prüflinge aus Stahl bestehen.
- Endmaße aus Keramik haben eine sehr hohe Verschleißfestigkeit, eine stahlähnliche Wärmeausdehnung und ein geringes Gewicht. Zudem bedürfen sie keiner besonderen Pflege.

## Normung
Endmaße sind nach DIN EN ISO 3650 genormt und werden in vier Toleranzklassen hergestellt, die folgenden Anwendungsgruppen zugeordnet werden können:
| Klasse | Maßtoleranz (bis 10 mm) | Abweichungsspanne (bis 10 mm) | Anwendung |
| ------ | ----------------------- | ----------------------------- | --- |
| K      | ± 0,2 µm                | ± 0,05 µm                     | Endmaß-Bezugsnormale, diese werden vorwiegend zum Kalibrieren anderer Endmaße eingesetzt                        |
| 0      | ± 0,12 µm               | ± 0,1 µm                      | Kalibrieren anderer Lehren und Messgeräte im klimatisierten Messlabor                                           |
| 1      | ± 0,2 µm                | ± 0,16 µm                     | Meistverwendetes Gebrauchsnormal im Messraum für die Prüfung von Lehren und zum Einstellen von Messgeräten      |
| 2      | ± 0,45 µm               | ± 0,3 µm                      | Meistverwendetes Gebrauchsnormal in der Fertigung für die Prüfung von Lehren und zum Einstellen von Messgeräten |

## Pflege und Arbeitshinweise
Endmaße müssen nach Gebrauch in staub- und feuchtigkeitsdichte Lagergebinden gelagert werden, um Oberflächenbeschädigungen und Korrosion zu vermeiden. Sie dürfen zudem nicht zu lange zusammengesetzt (angesprengt) werden, weil die Gefahr der Kaltverschweißung besteht. Je nach Präzisionsklasse sollten die Endmaße nur mit sauberen, fett- und talkumfreien Handschuhen angefasst werden, um Oberflächenkontaminationen zu vermeiden.